# Управление эффективностью организации
Управление эффективностью деятельности организации (английские термины CPM, BPM, EPM) — это набор управленческих процессов (планирования, организации выполнения, контроля и анализа), которые позволяют бизнесу определить стратегические цели и затем оценивать и управлять деятельностью по достижению поставленных целей при оптимальном использовании имеющихся ресурсов. Это система управления, построенная на принципах управления стоимостью бизнеса.
Управление эффективностью деятельности охватывает весь спектр задач в области стратегического, финансового, маркетингового и операционного управления компанией и включает в себя применение таких управленческих технологий, как моделирование стратегии, карты сбалансированных показателей, процессно-ориентированное планирование и функционально-стоимостной анализ, бюджетирование и бизнес-моделирование, консолидированная управленческая отчетность и анализ, мониторинг ключевых показателей деятельности (key performance indicators), связанных со стратегией.
Управление эффективностью деятельности включает три основных вида деятельности (во всех без исключения областях управления):
1. постановка целей
2. анализ значений показателей, характеризующих достижение организацией поставленных целей, и
3. управляющие воздействия менеджеров по результатам анализа, направленные на улучшение будущей деятельности организации по достижению поставленных целей.

Начиная с 1992 г. на управление эффективностью деятельности очень сильно повлияло развитие концепции Сбалансированной системы показателей. Обычно менеджеры используют сбалансированную систему показателей для того, чтобы цели организации сделать понятными для сотрудников, чтобы определить, как отслеживать достижение целей, и чтобы внедрить механизм, сигнализирующий о необходимости внесения в деятельность организации корректирующих действий. Эти шаги те же, что мы можем видеть в концепции CPM, и как результат, сбалансированная система показателей наиболее часто используется как фундамент системы управления эффективностью в организации.
Используя методы управления эффективностью, собственники стремятся донести стратегию до всех уровней организации, трансформировать стратегию в действия и метрики, измеряющие эти действия, и использовать анализ для поиска причинно-следственных связей, которые, будучи осмысленными, помогают в принятии обоснованных решений.

## О терминах
В литературе можно встретить несколько англоязычных терминов, означающих одно и то же:
- CPM (Corporate Performance Management)
- BPM (Business Performance Management)
- EPM (Enterprise Performance Management)

Впервые понятие BPM было предложено международной аналитической компанией IDC. Её поддержала исследовательская фирма META Group. В свою очередь, Gartner Group предложила альтернативную аббревиатуру — СРМ (Corporate Performance Management, управление эффективностью корпорации). Распространение получил также акроним EРМ (Enterprise Performance Management, управление эффективностью предприятия).

## История
Первые ссылки на управление эффективностью присутствуют в трактате Сунь Цзы «Искусство войны». Сунь Цзы утверждает, для того, чтобы победить в войне, император должен владеть полной информацией о своих сильных и слабых сторонах, как и о сильных и слабых сторонах противников. Параллели между задачами бизнеса и войны включают:
- сбор данных — как внутренних, так и внешних;
- анализ данных (распознание систем, структур, моделей и значений данных);
- принятие решений и формирование воздействий в соответствии с результатами анализа.

## Цикл управления эффективностью
CPM — это цикл управления с обратной связью, подразумевающий «движение» информации «сверху вниз» и «снизу вверх».
Сверху вниз: руководство начинает с определения стратегии, которую необходимо транслировать в некие исполняемые понятия (фаза планирования), которые в свою очередь, необходимо снова перевести в понятия операционной среды: какие действия необходимо предпринимать, как часто, и т. д. Это делается через процесс бюджетирования. Таким образом, бюджет является «операционализацией» стратегии.
Снизу вверх: После исполнения руководству необходимо видеть результаты. Результаты необходимо преобразовать, чтобы оценить реальные затраты и прибыльность, и, в завершении, поместить эти результаты в контекст стратегии с тем, чтобы их можно было интерпретировать в терминах достижения поставленных целей.

### Три уровня CPM
Таким образом, выделяют два функционально различных уровня управления эффективностью:

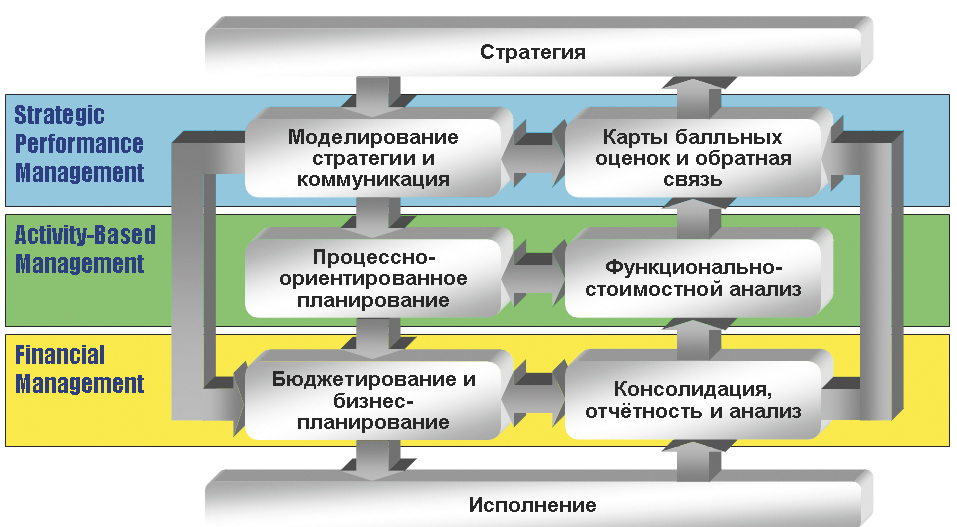
Уровни управления эффективностью

#### Уровни по нисходящей ветви цикла
- Моделирование стратегии и коммуникация
  - Определение целей деятельности (карта стратегии) и ключевых показателей эффективности функционирования организации (финансовых и нефинансовых показателей)
  - Моделирование бизнеса (карта процессов), выявление факторов прибыльности, имеющихся ресурсов и ограничений
  - Декомпозиция задач верхнего уровня в целевые уровни нижестоящих звеньев
  - Целевые установки: стратегические цели, выраженные в конкретных числах
- Процессно-ориентированное планирование
  - Определение способов достижения целей: формирование сценариев деятельности, расчёт объёмов необходимых ресурсов (материальных, кадровых, финансовых), расчёт плановой себестоимости и накладных издержек
  - Выравнивание операционного и финансового баланса ресурсов
  - Учёт использования ресурсов (нехватка / избыток), выявление ‘узких мест’, не позволяющих наращивать обороты
  - Подключение аналитических модулей для решения задач формирования прогнозов, оптимизационных задач
- Бюджетирование
  - Планирование конкретных шагов по их достижению: документооборот бюджетных форм, ведение классификаторов аналитики, описание финансовой структуры и принципов взаимодействия, исторические тренды, анализ отклонений
  - Организационные функции (процесс согласования бюджетов) и функции формирования свода бюджетов по отдельным подразделениям, бизнес-единицам, сегментам
  - Версионность бюджетов, сценарный анализ

#### Уровни по восходящей ветви цикла
- Консолидация, отчётность и анализ
  - Сбор фактических данных, формирование регулярной отчётности для внешних и внутренних пользователей, трансформация отчётности в различные стандарты
  - Мониторинг: отслеживание исполнения бюджета, фиксирование отклонений и выяснение их причин
  - Детальный анализ финансовых результатов и состояния баланса, сегментная отчётность, отчётность по центрам ответственности
- Функционально-стоимостной анализ
  - Разнесение затрат с помощью функционально-стоимостного анализа по центрам ответственности, перенос затрат на основные и обеспечивающие процессы, формирование затрат по продуктам, по категориям клиентов, каналам продаж
  - Анализ прибыльности в разрезе продуктов и услуг, филиалов, центров ответственности
  - Анализ трансфертных операций, обслуживающих затрат и взаиморасчётов
  - Выявление неэффективных процессов, сравнение затратных показателей с историческими и эталонными
- Карты балльных оценок и обратная связь
  - Представление фактических результатов деятельности в сжатом, агрегированном виде, необходимом для сравнения запланированных целевых значений ключевых показателей эффективности с реально достигнутыми
  - Расчёт ключевых показателей эффективности, нормализация значений, расчёт сводных.

## Методология
Существуют различные методологии для внедрения управления эффективностью деятельности. Их применение дает компаниям структуру (декомпозиции сверху вниз), с помощью которой увязываются планирование и выполнение, стратегия и тактика, цели предприятия и его структурных единиц. Применяемые методологии могут включать стратегию «шести сигм», Сбалансированную систему показателей (balanced scorecard), расчет себестоимости на основе операций (activity-based costing, ABC), Всеобщее управление качеством (Total Quality Management), экономическую добавленную стоимость (Economic value added), систему интегрированной стратегической оценки (integrated strategic measurement) и теорию ограничений (Theory of Constraints, TOC).
Сбалансированная система показателей — наиболее широко используемая методология для управления эффективностью деятельности.
Методологии сами по себе не могут обеспечить полного решения потребностей предприятия в управлении эффективностью. Они действуют только при тесной интеграции с фундаментальными процессами управления эффективностью.